# Коль, Иоганн Петер
Иога́нн Пе́тер Коль (нем. Kohl Johann Peter; 10 марта 1698, Киль — 9 октября 1778, Альтона) — немецкий историк и богослов, член Петербургской академии наук (1725—1727). Один из первых немецких учёных, занимавшихся филологией славянских языков.
Его отец, Франц Дитрих Коль, в течение 50 лет был ректором Кильского университета. Петер изучал теологию в Киле и Ростоке; до 1725 года жил в Лейпциге.
Сделался известным исследованием «Ecclesia graeca lutheranizans» (Любек, 1723), в котором изложил историю попыток католиков, лютеран и реформатов объединиться с греческой церковью, указал на сходство и разногласия между православием и лютеранством.
7 (18) февраля 1725 года подписал с российским дипломатом графом А. Г. Головкиным контракт на пять лет о своём членстве в создававшейся Петербургской академии наук по кафедре красноречия и церковной истории. В Петербурге Коль занялся русской историей и литературой, исследованием происхождения русского языка. Он также принял на себя наблюдение за академической гимназией, но вскоре, в августе 1727 года, был освобождён от должности и уехал в Германию.
В Гамбурге он напечатал сочинение, в котором дал жизнеописание Кирилла и Мефодия на основании Степенной книги, исследовал творения Ефрема Сирина. Он издал также, с латинским переводом, славянский перевод двух гомилий Ефрема Сирина о причащении (не известные ни в греческих, ни в латинских текстах) и, таким образом, впервые указал на значение славяно-русской письменности для восстановления утраченных греческих источников. Рассуждая о различии и связи славянских языков, он высказал утверждение о происхождении их от церковнославянского языка.